# Daiwa
Daiwa (ダイワ) est la branche pêche de la société multinationale japonaise Globeride (グローブライド, TYO: 7990) basée à Tokyo, Japon.  
Daiwa comprend une dizaine de filiales à travers le monde, dont la société Daiwa France SAS qui est basée à Sotteville-lès-Rouen depuis 2008. Auparavant la société Daiwa France SAS était basée à Saint-Étienne-du-Rouvray, toujours en Seine-Maritime.

## Historique de la marque Daiwa

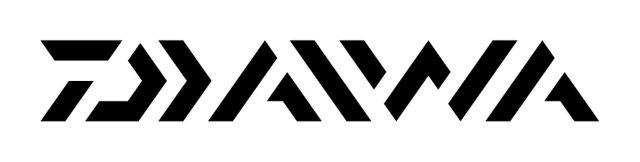
Logo officiel de la marque Daiwa, nommé 'Vecteur Daiwa', instauré en 2009 à l'occasion des 50 ans de la marque.

À sa création en 1958 au Japon, le groupe Daiwa Seiko distribuait uniquement du matériel de pêche sous la marque Daiwa.
Au fil des années, différents types de produits sont venus étoffer les distributions du groupe : le golf, le tennis et le cyclisme.
Après 50 années d’existence, Daiwa étant la marque historique du matériel de pêche et afin d’éviter la confusion entre toutes les marques distribuées par le groupe, Daiwa Seiko est devenu Globeride, Inc.
La structure du groupe est devenue plus claire. La maison mère Globeride, Inc. dispose de branches distinctes sur les marchés de la pêche, du tennis, du golf et du cyclisme ainsi structurées :
- Le matériel de pêche sous la marque 'Daiwa'.
- Le matériel de golf sous la marque 'OnOff' englobant les marques 'G3' et 'Roddio'.
- Le matériel de tennis, badminton, squash… sous la marque 'Prince'.
- Le marché du cyclisme sous la marque 'Cycle Sports' englobant les marques 'Corratec', 'Focus' et 'Bottecchia'.

Cette restructuration a inclus une modification de certains logos, dont celui de la marque Daiwa.
Un logo modernisé sous forme de 'vecteur' qui indique une nouvelle direction vers le futur. Il existe un logo complet appelé 'Vecteur Daiwa' et un diminutif appelé 'D-Vec' avec uniquement la première lettre du mot Daiwa. 

## Chronologie des développements
| Année | Développement |
| ----- | --- |
| 1970  | Bobines enveloppantes sur moulinets de type lancer (spinning). |
| 1975  | Canne lancer de type 'ultra-léger'. |
| 1978  | Bâti monobloc pour la mer. |
| 1981  | Moulinet lancer graphite. Technologie 'Mag Force' anti-perruques. |
| 1982  | Technologie 'Autocast' pour les moulinets à tambour tournant. |
| 1983  | Tressage 'Powermesh' sur les cannes. |
| 1984  | Poignées 'Powerlift' sur les cannes mer. |
| 1987  | Compteur digital sur les moulinets 'Downrigger'. |
| 1989  | Technologie 'Anti-retour infini' sur les moulinets à tambour tournant. |
| 1991  | Scion construction 'Solid graphite'. |
| 1992  | Technologie 'Anti-retour infini' sur moulinets de type lancer. Structure graphite haute densité pour les cannes carbone (HSD). Utilisation du carbone haut module 58T (HM58M). Revêtement polyuréthane pour cannes mer. Porte-moulinet anti-glisse avec bague de serrage. |
| 1993  | Cannes fil intérieur 'Interline'. |
| 1994  | Moulinets 'Tournament Z'. |

| Année | Développement |
| ----- | --- |
| 1995  | Bobines 'Long Cast' sur les moulinets à tambour tournant. Technologie 'Twist Buster'.                                                          |
| 1998  | Bobines 'ABS'. |
| 1999  | Roue de commande 'Digigear'. |
| 2000  | Frein centrifuge 'Centriflex'. |
| 2001  | Technologie 'Air Bail'. |
| 2002  | Moulinets 'HardBodyz' |
| 2003  | Technologie 'CRBB'. |
| 2004  | Technologie 'Real Four' |
| 2005  | Système 'Twitching' sur le moulinet à tambour tournant 'Smak 100L'.                                                                            |
| 2006  | 'STT' Scion Super Titanium. |
| 2007  | Hyper Digigear. |
| 2008  | Technologie 'Air Rotor' et mise au point du matériau composite 'Zaion'.                                                                        |
| 2010  | Technologie 'Mag Sealed'. |
| 2011  | Technologie 'T-Wing' sur les moulinets à tambour tournant (baitcasting).                                                                       |
| 2012  | Technologie 'Air guide system' produisant les anneaux les plus légers au monde.                                                                |
| 2014  | Technologie 'Mag Sealed ball bearing', introduisant l'huile Mag Sealed dans des roulements à billes étanches.                                  |
| 2015  | Technologie 'ATD' utilisée sur les freins des moulinets, incluant une succession de rondelles en carbone et en métal et une graisse technique. |

## Technologies des moulinets
Daiwa est reconnue en tant que marque leader dans le domaine de la fabrication de moulinets. Elle possède une série de concepts et technologies propres à la marque :
- Magsealed : Système d'étanchéité par fluide aimanté qui protège la mécanique interne des moulinets.
- Air Rotor : Rotors spécifiques fabriqués à partir de Zaion, matériau composite mis au point par Daiwa.
- T-Wing : Galet de moulinet baitcasting en forme de T ayant la propriété de réduire les frictions au lancer en laissant une plus grande liberté de circulation à la sortie de la ligne.
- Magforce 3D : Frein spécifique de moulinets baitcasting. La force centrifuge propulse les aimants du Magforce dans un champ magnétique qui contrôle alors la vitesse de rotation de la bobine au lancer.
- Real Four : Regroupement de nombreuses technologies en quatre catégories : Real Engine pour la mécanique interne des moulinets, Real Control pour le contrôle du lancer et des combats,  Real Endurance pour la capacité de résistance dans le temps, Real Custom pour la compatibilité des éléments et la personnalisation des moulinets.

1. Real Engine comprend les technologies  Digigear, Silent Oscillation, MetalBody, Engine Plate.
2. Real Control comprend  les technologies Cross Wrap, A.B.S. (Anti-Backlash System), Twist Buster, Air Bail, Tournament Drag.
3. Real Endurance comprend les technologies CRBB (Corrosion Resistant Ball Bearing), Washable, Touch Drive Gear.
4. Real Custom comprend les technologies R.C.S. (Real Custom System) et I'ZE Factory.

## Technologies des anneaux
Daiwa a créé en 2012 des anneaux AGS (Air guide system) dont la bague est en SiC (carbure de silicium) et dont l'armature est en carbone. Cette armature est plus légère que celle en Titanium, faisant des anneaux AGS les plus légers au monde.